# Société nationale d'édition et de diffusion
La Société nationale d'édition et de diffusion (SNED), devenue l'Entreprise nationale algérienne du livre (ENAL) en 1983, était une entreprise publique d'Algérie, ayant pour activité l'édition et la distribution. Créée en 1966, elle fut dissoute en 1998. Elle est le fruit de la nationalisation de Hachette Algérie, à la suite de l'indépendance de l'Algérie.
Elle a été créée par l'ordonnance no 66-28 du 27 janvier 1966, en remplacement des Éditions nationales précédentes, elles-mêmes inaugurées le 20 septembre 1964.